# Культурний туризм

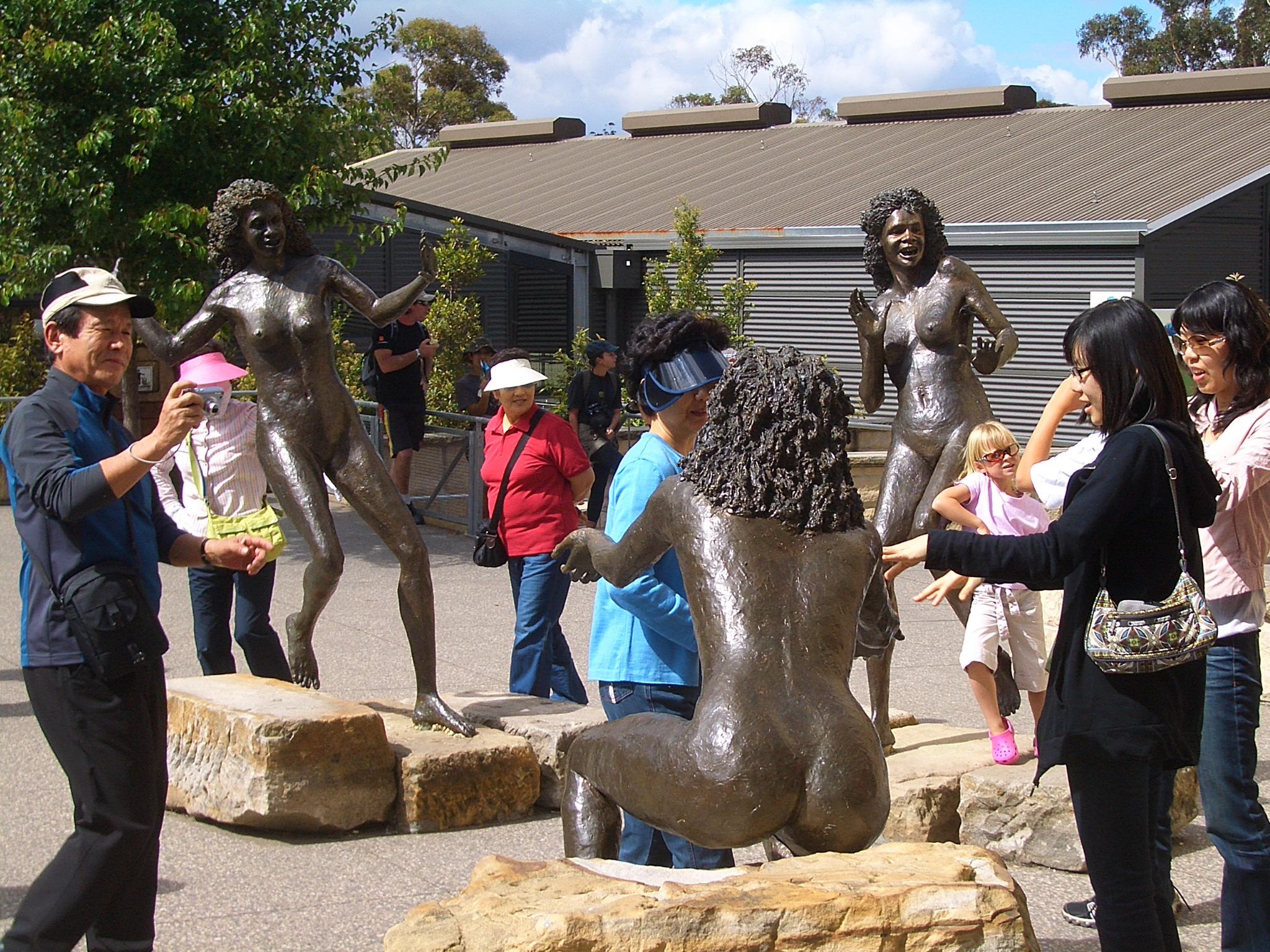
Туристи ознайомлюються зі скульптурною групою у центрі Scenic World в місті Катумба, Австралія

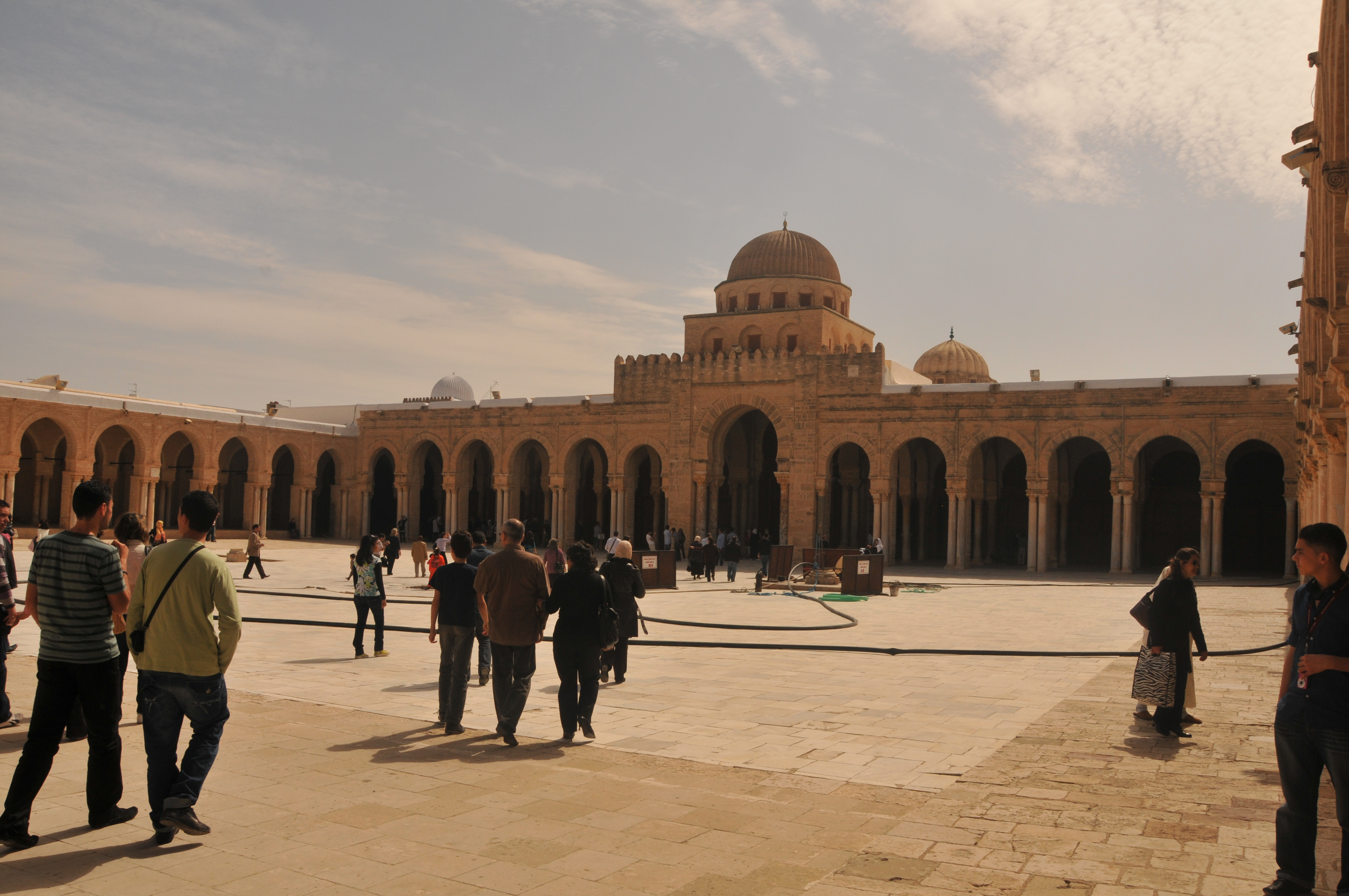
Туристи відвідують Велику мечеть в Кайруані

Культурний туризм охоплює собою відвідини історичних, культурних або географічних визначних пам'яток. Культурний туризм є найпопулярнішим і наймасовішим видом туризму. Основна мета таких подорожей — ознайомлення з туристськими визначними пам'ятками (пам'ятниками історії, архітектури, мистецтва; природними та етнічними особливостями; сучасним життям народу тощо).
Залежно від прийнятих критеріїв визначення самої культури, культурний туризм може бути визначений вузько (тоді обсяг цього поняття включає лише елітний висококультурний туризм) або широкий (також освітній туризм і численні види подорожей, що здійснюються у зв'язку з цілями та мотивами загальнолюдської культури). У зв'язку з розширенням змісту слова «культура», а також зростанням популярності та різноманітності цього виду туристичної діяльності, нині як туристичні організації, так і дослідники схиляються до другого визначення.
Культурний туризм є однією з найдавніших форм туризму. З другої половини 20 століття, особливо в країнах Західної Європи, зростає інтерес до цієї форми туристичної діяльності і подальший розвиток комерційних послуг у цій сфері. Це стосується і Польщі, де ці процеси поки що менш розвинені, але тенденції розвитку помітні, і очікується зростання інтересу до культурних туристів з-за кордону до Польщі.
Завдяки безлічі факторів культурний туризм став світовим соціокультурним феноменом зі своєю гуманітарною і глобальною місією. Зокрема, привернути увагу широкої світової громадськості до проблем збереження культурного надбання, національних етнокультур, культурної самобутності, культурного різноманіття, а також проблем взаємодії туризму і культури, туризму і культурного різноманіття, туризму і міжкультурного діалогу. Багато міжнародних організацій зосереджують свою діяльність на «культурному» напрямі у формі концепцій, проектів, конгресів, конференцій, декларацій, конвенцій [17, 3, 9, 8, 7, 5]. Ця діяльність зумовлена входженням світової цивілізації в епоху глобалізації, загрозою нівелювання, часткової зміни або повного зникнення національних культур, збільшенням природних і техногенних катастроф, воєн і терористичних актів, які також можуть призвести до знищення культурної спадщини. Тому місією культурного туризму, як інструменту миру, є зближення народів, виховання поваги, терпимості, взаєморозуміння на основі гуманітарних цінностей туризму. Поняття «культурний туризм» («cultural tourism») уперше офіційно на міжнародному рівні застосовано в матеріалах Всесвітньої конференції з культурної політики (1982 р.) Культурний туризм - це відвідання історичних, культурних або географічних визначних пам'яток. Основна мета культурного туризму - ознайомлення з туристськими визначними пам'ятками (пам'ятками історії, архітектури, мистецтва, природними та етнічними особливостями, сучасним життям народу). 

## Базові критерії культурного туризму
1. Об'єкт є шедевром людського творчого генія. 
2. Об'єкт свідчить про значний взаємовплив людських цінностей в певний період часу або в певному культурному просторі, в архітектурі або в технологіях, в монументальному мистецтві, в плануванні міст або створенні ландшафтів. 
3. Об'єкт є унікальним або принаймні винятковим для культурної традиції або цивілізації, яка існує до цих пір або вже зникла. 
4. Об'єкт є видатним прикладом конструкції, архітектурного або технологічного ансамблю або ландшафту, які ілюструють значущий період людської історії.
5. Об'єкт є видатним прикладом людської традиційної споруди, з традиційним використанням землі або моря, будучи зразком культури (або культур) або людської взаємодії з навколишнім середовищем, особливо якщо вона стає вразливою через сильний вплив незворотних змін. 
6. Об'єкт безпосередньо або матеріально пов'язаний з подіями або існуючими традиціями, з ідеями, віруваннями, з художніми або літературними творами і має виняткову світову важливість.

## Мета культурного туризму
Основна мета культурного туризму - ознайомлення з туристськими визначними пам'ятками (пам'ятками історії, архітектури, мистецтва, природними та етнічними особливостями, сучасним життям народу).

## Основний принцип
Основним принципом розвитку культурного туризму є принцип стійкого розвитку, що має на увазі підтримку місцевої культури, збереження культурних і природних об'єктів та поліпшення життєвого рівня місцевого населення. Туризм, реалізований за принципами стійкого розвитку, є важливим засобом забезпечення зайнятості населення й економічного розвитку регіону, а також збереження і залучення в соціально-економічний розвиток об'єктів культури.

## Напрями культурного туризму
- Знайомство з різними історичними, архітектурними або культурними епохами шляхом відвідування архітектурних пам'ятників, музеїв, історичних маршрутів;
- Відвідування культурних заходів: відвідування фестивалів (музичних, театральних, кіно), релігійних свят, бою биків, виставок тощо;
- Відвідування лекцій, семінарів, курсів;
- Участь у фольклорних фестивалях. Основним принципом розвитку культурного туризму є принцип стійкого розвитку, що має на увазі підтримку місцевої культури, збереження культурних і природних об'єктів та поліпшення життєвого рівня місцевого населення. Туризм, реалізований за принципами стійкого розвитку, є важливим засобом забезпечення зайнятості населення й економічного розвитку регіону, а також збереження і залучення в соціально-економічний розвиток об'єктів культури. Види об'єктів культурного туризму: o археологічні - городища, кургани, залишки стародавніх поселень, стоянок, укріплень, військових таборів, виробництв, іригаційних споруд, шляхів, могильники, культові місця та споруди, мегаліти, наскельні зображення, ділянки історичного культурного шару, поля давніх битв, рештки життєдіяльності первісних людей; o історичні - будинки, споруди, їхні комплекси (ансамблі), окремі поховання та некрополі, визначні місця, пов'язані з важливими історичними подіями, з життям та діяльністю відомих осіб, культурою та побутом народів; o монументального мистецтва - твори образотворчого мистецтва, як самостійні (окремі), так і ті, що пов'язані з архітектурними, археологічними чи іншими пам'ятками або з утворюваними ними комплексами (ансамблями); o архітектурні - історичні центри, вулиці, квартали, площі, архітектурні ансамблі, залишки давнього планування та забудови, окремі архітектурні споруди, а також пов'язані з ними твори монументального, декоративного та образотворчого мистецтва; o садово-паркового мистецтва - поєднання паркового будівництва з природними або створеними людиною ландшафтами; o ландшафтні - природні території, які мають історичну цінність.

Культурний туризм придбав важливе значення з цілого ряду причин:
- Справляє позитивний економічний і соціальний вплив на
розвиток дестинації.
- Служить засобом встановлення і посилення позитивного іміджу
дестинації.
- Підтримує збереження культурної спадщини.
- Полегшує встановлення взаєморозуміння між людьми в різних

країнах і регіонах.
- Сприяє розвитку культури і туризму.

## Соціокультурний вплив туризму
Культурний туризм відіграє значну роль у збереженні культурної спадщини та підтримці традиційних практик у різних регіонах світу. Туристи відвідують історичні пам'ятки, музеї, фестивалі та культурні заходи, що сприяє їх збереженню та відновленню. Залучення туристів до участі у місцевих культурних практиках, таких як танці, ремесла, музика та гастрономія, допомагає зберегти ці традиції живими та передавати їх наступним поколінням.
Туристичні доходи часто використовуються для реставрації та підтримки історичних і культурних об'єктів, що дозволяє зберігати їх для майбутніх поколінь. Крім того, культурний туризм сприяє економічному розвитку місцевих громад, створюючи робочі місця та підтримуючи місцевих ремісників та артистів. Це також сприяє зростанню інтересу до місцевих традицій та збільшенню їхнього значення як частини національної та глобальної культурної спадщини.
Ось деякі конкретні приклади, що ілюструють цей вплив:

#### Андорра
В Андоррі культурний туризм відіграє важливу роль у збереженні багатої історії та традицій країни. Уряд і місцеві громади розробили численні культурні атракції, такі як романські церкви та щорічний Міжнародний джазовий фестиваль в Андоррі-ла-Велья. Ці ініціативи не тільки приваблюють туристів, але й генерують доходи, які реінвестуються у підтримку та реставрацію історичних об'єктів.

#### Домініка
У Домініці культурний туризм допомагає зберегти традиції корінних народів карибів. Островні громади активно залучають туристів до своїх культурних заходів, таких як традиційні танці, ремесла та кулінарія. Це сприяє економічному розвитку місцевих громад та збереженню їх культурної спадщини.

#### Казахстан
У Казахстані культурний туризм сприяє збереженню кочової культури та традиційних ремесел. Туристичні маршрути включають відвідування юрт, участь у традиційних святах та ознайомлення з народними ремеслами. Це допомагає підтримувати інтерес до традиційного способу життя та забезпечує додатковий дохід для місцевих ремісників.

#### Замбія
У Замбії культурний туризм сприяє збереженню місцевих традицій та ритуалів. Туристи мають можливість відвідати традиційні села, де вони можуть спостерігати за місцевими звичаями та брати участь у культурних подіях. Це не тільки збагачує туристичний досвід, але й підтримує економіку місцевих громад.

## Визначення
У Польщі через досить пізній розвиток культурного туризму як самостійної діяльності в Європі довгий час не було розроблено комплексного та функціонального визначення культурного туризму. Вперше у польськомовному науковому обігу це було зроблено у 2008 році.

Враховуючи загальновизнану широку концепцію культури, культурний туризм це:
[…] усі ті групові чи індивідуальні туристичні подорожі, де зустріч учасників подорожі з об'єктами, подіями та іншими цінностями високої чи народної культури або розширення їх знань про навколишній світ, організований людиною, є основоположним. є частиною програми подорожі або є тривожним аргументом для рішення особи взяти її чи взяти участь в ній.
Це визначення спрямоване на неправильне виокремлення культурного туризму серед інших галузей туризму, що розуміється як соціальне явище, так і як галузь економіки. Він поєднує спроби визначення культурного туризму з точки зору (мода), пропозиції туристичної події, особистої мотивації учасника або культурних цінностей, зрозумілих на польському та іноземному академічному перехресті. Він виділяє три основні умови додавання туристичної події до сфери культурного туризму:
1. Перш за все, ми повинні записати вимоги визначення самого туризму (туристичні експедиції), тобто. перш за все, закладний виїзд з постійного місця проживання на термін більше ніж на одну добу (тобто з ночівлею), але не більше ніж на рік і не бути електроенергією з метою заробітку. Таким чином, наприклад, відвідування громадського музею не кваліфікується як культурний туризм,
2. Принаймні його пропозиція має бути зосереджена на культурі (фундаментальна частина програми), або культурний фактор має бути основним мотивом здійснення такої подорожі учасником (вирішальним аргументом для індивідуального прийняття рішень тощо). Це застереження важливе, оскільки туристичні подорожі зазвичай не мають єдиного характеру (тобто виключно оздоровчого чи виключно культурного), а зазвичай змішують елементи відпочинку та знайомства з культурними цінностями в різних пропорціях.
3. На додаток до типових екскурсій з оглядовою програмою, до культурного туризму, вони також можуть претендувати на освітні поїздки (наприклад, які проводяться з метою вивчення мови місцевої мови в країнах її щоденного використання), якщо вони не є професійні дослідницькі експедиції (збільшення кількості учасників знань). Дослідницькі дослідження організовуються з метою проведення досліджень з метою підвищення загальної якості знань, а не для ознайомлення учасників із встановленим рівнем знань.

## Походження культурного туризму
Культурний туризм виник з інтересу подорожуючих до культурно значущих місць та подій. Цей вид туризму спрямований на освоєння та взаємодію з історією, мистецтвом, архітектурою та іншими аспектами культури різних народів. Він допомагає сприяти взаєморозумінню між різними культурами та збагачує туристичний досвід.Розвивався цей вид туризму протягом століть, але його виразний розвиток припадає на 20-е століття. З появою залізниць і поліпшенням транспортних засобів у XIX столітті, люди стали легше подорожувати та відвідувати культурні пам'ятки.
Культурний туризм отримав поштовх внаслідок зростання освіти та інтересу до культурних цінностей. У 20-му столітті виникали перші турфірми, спеціалізовані на культурних турах, що дозволяло подорожникам активно вивчати історію та мистецтво інших країн.
Культурний туризм не має конкретного засновника, оскільки це поняття виникло поступово у зв'язку з розвитком подорожей та інтересом до культурних цінностей. Проте можна вказати, що зростання популярності культурного туризму сприяли різні особи, які сприяли розвитку туризму в цілому.

## Рівні культурного туризму
Виділяються такі рівні культурного туризму, які відображають як місце цільової мотивації туризму, так і шукані вигоди відвідування культурних пам'яток і, побічно, глибину їх освоєння.
Культурний туризм як специфічний вид туризму:
- Професійний культурний туризм, заснований на професійних контактах працівників культурної сфери.
- спеціалізований культурний туризм, спрямований на задоволення культурних потреб в певних областях культури як основної мети туриста. Наприклад, знайомство з традиціями, фольклором країни, регіону; знайомство з творчістю конкретного художника або представників певної художньої школи, або історичної епохи і т.п.
- неспеціалізований культурний туризм, характеризується споживанням культурних благ як невід'ємної, істотною частиною туристської діяльності, але при цьому в мотивації поїздки домінують загальні пізнавальні цілі і не завжди задовольняються (свідомо) власне культурні потреби. Це характерно, наприклад, для так званого культурно-пізнавального туризму.

Культурний туризм як складова інших видів туризму - супутній культурний туризм, де споживання культурних благ в ієрархії мотивації турист займає нижчу позицію і, відповідно, стає додатковим, а часто - необов'язковим або випадковим елементом його туристського поведінки. Це відноситься до широкого кола різних видів туризму, зокрема, ділового, спортивного, рекреаційного, оздоровчого туризму.
З точки зору розробки культурної складової турпродукту для туристів, що втягуються в культурний туризм різного рівня, важливо оцінити бажаний і «посильний» рівень освоєння культурної інформації, що відбивається в обсязі і формі її подання. Він може варіюватися від глибокого, що супроводжується розумінням, до орієнтованого на розвагу або відволікання від турбот, або підтримання соціальних контактів, що веде до поверховості сприйняття . Слід звернути увагу, що супутній туризм, що поєднує в собі самий різнорідний контингент туристів з точки зору інтересу до задоволення культурних потреб (при схожості місця культури в мотивації поїздки), може супроводжуватися різною мірою освоєння культурних пам'яток. У цьому сенсі в рамках супутнього можна виділити додатковий культурний туризм, який реалізує саме культурні потреби і демонструє високу ступінь освоєння культурної пам'ятки. До таких туристам, наприклад, можна віднести в значній мірі бізнес-еліту, яка має високим культурним капіталом і розвиненими культурними потребами, яка намагається не упустити можливість їх задоволення під час напружених ділових форумів і переговорів

## Основні елементи культурного туризму
Основні елементи культурного туризму включають:
- Культурні пам'ятки: Відвідання історичних місць, музеїв, пам'ятників архітектури та археологічних об'єктів.
- Мистецтво і виставки: Перегляд художніх творів, відвідування галерей і виставок.
- Традиції і фольклор: Ознайомлення з місцевими обрядами, фестивалями, традиційною музикою та танцями.
- Кулінарія: Спробування місцевої кухні та традиційних страв.
- Мова і література: Знайомство з мовними особливостями та літературою країни.
- Інтерактивні враження: Участь у майстер-класах, фольклорних виставах та інтерактивних подіях.
- Місцева спільнота: Спілкування та взаємодія з місцевими мешканцями для отримання глибшого розуміння культури.

Ці елементи дозволяють туристам відчути аутентичність та багатство культурного досвіду відвідуваного регіону.

## Поділ
Культурний туризм складається з трьох основних галузей, які в свою чергу поділяються на більш чітко охарактеризовані види. Багато культурно-туристські експедиції також мають змішаний характер з елементами, характерними для окремих видів.
- 1. Висококультурний туризм,
- туризм культурної спадщини,
- музейний туризм,
- літературний туризм,
- подієвий туризм (висока культура).
- 2. Освітній туризм
- навчальні поїздки
- тематичні подорожі,
- мовні подорожі,
- поїздка на семінар.
- 3. Універсальний культурний туризм
- міський туризм,
- сільські та культурні,
- етнічний,
- туризм військових об'єктів,
- туризм промислово-технічних об'єктів,
- живий історичний туризм,
- культурний і природний туризм,
- екзотичний туризм,
- релігійний та паломницький туризм,
- кулінарний туризм,
- хобі-туризм,
- регіональний туризм.
- книжковий туризм.

Інший поділ заснований на «основні елементи, що складають культурний туризм», тобто культурна спадщина та сучасна культура, і включає дві групи багатотематичних секторів, на які класифікуються різноманітні форми культурного туризму, існуючі та представлені в літературі — як ті, що мають нішевий характер, так і ті, що набувають все більш масового характеру. Поділ не є жорсткою класифікацією, а перелік форм не є, на думку автора поділу, замкнутим, оскільки культурний туризм постійно розвивається і збагачується, а форми проникають і накладаються одна на одну. Сектори такі:
- 1. Сектори культурного туризму, що розрізняються за маршрутом або місцем подорожі, що дозволяє охоплювати комплексні або різноманітні теми (цим секторам можуть бути призначені вибрані форми у сфері культурної спадщини та сучасної культури або їх елементи на абсолютно добровільній основі):

- Навчальні поїздки / Культурні поїздки (тематичні екскурсії)
- Міський туризм
- Сільський туризм

- 2. Галузі культурного туризму, що розрізняються за тематикою подорожі, що здійснюється:

- A). Туризм культурної спадщини:

- Археотуризм (археологічний)
- Туризм до історичних будівель (постіндустріальних, релігійних, військових, замків, палаців, міських і сільських будівель, культурних ландшафтів, парків і садів тощо) — включаючи туризм архітектурних стилів
- Музейний туризм
- Підводний культурний туризм
- Етнічний туризм розуміється як: сентиментальний туризм / родовий туризм / діаспорний туризм / «корінний» туризм — включаючи генеалогічний туризм
- Б). Сучасний культурний туризм:
- Туризм, пов'язаний із сучасним візуальним мистецтвом: живописом, скульптурою, художніми ремеслами, фотографією, графікою тощо.
- Туризм по об'єктах сучасної архітектури
- Туризм до об'єктів сучасного мистецтва
- Клубний туризм
- Нетрі туризм
- Індустріальний туризм
- Туризм в інтерактивні музеї
- Волонтерський туризм
- Каучсерфінг
- Туризм сучасного стилю життя
- Темний туризм
- C). Туризм культурної спадщини та сучасної культури:
- Етнічний туризм розуміється як: екзотичний/племінний/примітивний — включаючи мовний туризм
- Подієвий туризм
- Походи до культурно-історичних тематичних парків
- Паломницький, релігійний туризм, пізнавальний релігійний туризм
- Біографічний туризм
- Літературний туризм
- Кінотуризм
- Кулінарний туризм, (винний туризм), (пивний туризм)
- Колекціонерський/хобі-туризм
- Фан-туризм — в тому числі олімпійський, знайомство з національними видами спорту
- Туризм слідами паранормальних явищ
- Езотеричний туризм
- Туризм «малої батьківщини»
- Еротичний туризм (але не: секс-туризм)
- Творчий туризм
- Культурний і природний туризм
- Військовий туризм
- Туризм до закладів культури
- Народний культурний туризм

## Види об'єктів культурного туризму
- археологічні - городища, кургани, залишки стародавніх поселень, стоянок, укріплень, військових таборів, виробництв, іригаційних споруд, шляхів, могильники, культові місця та споруди, мегаліти, наскельні зображення, ділянки історичного культурного шару, поля давніх битв, рештки життєдіяльності первісних людей;
- історичні - будинки, споруди, їхні комплекси (ансамблі), окремі поховання та некрополі, визначні місця, пов'язані з важливими історичними подіями, з життям та діяльністю відомих осіб, культурою та побутом народів;
- монументального мистецтва - твори образотворчого мистецтва, як самостійні (окремі), так і ті, що пов'язані з архітектурними, археологічними чи іншими пам'ятками або з утворюваними ними комплексами (ансамблями);
- архітектурні - історичні центри, вулиці, квартали, площі, архітектурні ансамблі, залишки давнього планування та забудови, окремі архітектурні споруди, а також пов'язані з ними твори монументального, декоративного та образотворчого мистецтва;
- садово-паркового мистецтва - поєднання паркового будівництва з природними або створеними людиною ландшафтами; o ландшафтні - природні території, які мають історичну цінність.

## Профіль культурних туристів
Через різноманіття учасників подорожі з точки зору професійних знань, інтересу до предмету чи бажаних видів дозвілля, теорія культурного туризму поділяє культурних туристів на три основні групи: мотивовані, зацікавлені та культурно привабливі.
- Культурно мотивовані (детерміновані) туристи — це люди, які у своїх подорожах керуються поглибленням своїх інтересів. Зазвичай вони мають багато знань про місця, які відвідують. Зазвичай вони зосереджені на «вивченні» спостережуваних явищ або артефактів. Їхні експедиції зазвичай містять менше модулів, які, однак, реалізовані дуже детально.
- Туристи, які цікавляться культурою, вважають культурні фактори головним, але не обов'язково єдиним важливим елементом подорожі. Для них характерне бажання дізнатися про явища та артефакти, про які вони знають поверхнево, або відвідати привабливі місця. Мода часто відіграє важливу роль при виборі місця призначення. Такі люди, як правило, зосереджені на відвідуванні більшої кількості місць і об'єктів за рахунок своїх більш поверхневих знань. Таких людей називають Оглядова екскурсія.
- Туристи, яких приваблює культура, — це люди, найчастіше індивідуальні мандрівники, які в принципі виходять за межі визначення культурних туристів, оскільки джерелом вибору місць подорожі є не бажання ознайомитися з продуктами культури, а в місці призначення вони зацікавлюються в місцевих культурних цінностях і таким чином стають культурними туристами.

Беручи до уваги ступінь просування в культурних подорожах, К. Бучковська. поділяє культурних туристів на три групи:
- 1) Просунуті культурні туристи — це туристи та мандрівники, які вже мають великий досвід культурних подорожей; вони вирізняються значним культурним і навіть професійним знанням окремих тем; мають конкретні туристичні інтереси і відповідно до них обирають цілі, теми, маршрути (екскурсійні) — часто поза торованими шляхами та різними культурними подіями (як у сфері «високої», так і альтернативної культури та окремих проявів поп-культури); організовувати поїздки самостійно або замовляти спеціалізованим туристичним агентствам конкретні поїздки (як правило, екзотичні); подорожувати самостійно або невеликими перевіреними групами; ці люди дуже цікавляться відвіданими місцями; подорожі дають їм додаткові знання та розваги та збагачують досвід подорожі; вони туристи, які не уявляють життя без подорожей; вони мають усі або майже всі бажані риси культурних туристів;
- 2) Проміжні культурні туристи — це туристи, які певний час перебували в культурних поїздках; їх відрізняє середня культурна обізнаність, але значний туристичний досвід; вже мають певний ступінь цілеспрямованих туристичних інтересів; вони найчастіше обирають подорожі туди й назад і містами — порівняно з культурними туристами-початківцями, їхні туристичні напрямки більш вишукані (вони походять зі списку так званого «must-visit») і беруть участь у заходах не лише поп-культури; деякі поїздки вони організовують самостійно, в інших покладаються на надійних осіб або туристичні агентства; вони зазвичай подорожують у супроводі; ці люди цікавляться відвіданими місцями, накопичуючи не тільки досвід, а й знання; мають послідовно зростаючу кількість бажаних рис культурного туриста; після тривалого та інтенсивного періоду подорожі вони можуть стати просунутими туристами, але вони також можуть залишатися на цьому рівні подорожей назавжди;
- 3) культурні туристи-початківці — туристи, які тільки починають свою пригоду з культурним туризмом (включаючи дітей, молодь, людей, які раніше не подорожували, сім'ї з дітьми); вони відрізняються базовими культурними знаннями та мінімальним або середнім туристичним досвідом; у них ще немає конкретних мандрівних інтересів — вони знаходяться на стадії мінливого захоплення різними аспектами культури; найчастіше беруть участь у класичних турах туди й назад і містах (відвідані місця стоять на початку списку так званих «must-visit places»), а також беруть участь у поп-культурних заходах; вони не організовують ці поїздки самі — вони покладаються на туристичні агентства або більш досвідчених у цьому плані людей; вони завжди подорожують у супроводі; ці люди цікавляться відвіданими місцями, але спочатку накопичують досвід, а не знання; якщо вони підхоплять «культурний баг» і набудуть певного досвіду подорожей, через деякий час вони перейдуть на рівень проміжних туристів, а якщо цього не станеться — подорожуватимуть час від часу, більше зосереджуючись на розважальному аспекті в місцях і культурних закладах.

Крім трьох зазначених вище груп культурних туристів, існують також туристи, які під час подорожі «причісують» культуру відвідуваних місць, але зовсім нею не цікавляться.

## Культурний туризм в Польщі
Основні цілі культурного туризму в Польщі: Міста з великою кількістю пам'яток, зокрема: Краків, Гданськ, Варшава, Познань, Вроцлав, Торунь, Люблін, Перемишль, менші міста з унікальною історією або дуже цінними пам'ятками, такі як: Беч, Гнезно, Сандомир, Сянік, Лідзбарк-Вармінський, Свідниця, Плоцьк .
Місця, пов'язані з історією інших народів чи етнічних груп, як-от: Тикоцин, Лежайськ, Ниса, Герлож, Богоники, Крушиняни.
Польські пам'ятки ЮНЕСКО (в'їзний та внутрішній туризм) та пам'ятки історії (переважно внутрішній туризм).
Музеї з найціннішими колекціями (Вавель, Королівський замок у Варшаві, Національні музеї у Варшаві, Познані, Гданську, Вроцлаві, Кракові), найсучаснішими (наприклад, Музей Варшавського повстання) або унікальними (наприклад, Музей музичних інструментів у Познані).
Найцінніші сакральні споруди, в тому числі абатства в Кшешуві, Могилі, монастир у Ченстохові, церкви у Кракові, Варшаві, Вроцлаві, Гданську, Познані.
Найвідоміші пам'ятки техніки, серед яких: Августівський канал, Вольштинська кругла хата, залізничні музеї під відкритим небом у Хабівці, Косьцежині, Явожині-Шльонська, Музей нафтової та газової промисловості, Ігнація Лукасевича в Бобрці, історичні копальні у Величці (ЮНЕСКО), Бохні, Забже, Тарновських Гурах.
Найкраще збережені військові об'єкти, такі як: фортеці в Клодзько, Осовець, Свіноуйсьце, Вестерплятте та інші, місця битв (таких як: Грюнвальдське поле) чи мучеництва (таких як Аушвіц, Треблінка та інші) .
Найцінніші польські резиденції, включно з такими містами: Неборув, Корнік, Рогалін, Ланьцут, Козлувка, Красичин, Ксьонж, Пщина, Баранув-Сандомирський.
Заходи культурного туризму пропонують більшість великих туристичних агентств, але все більше вимогливих клієнтів звертаються до туроператорів, що спеціалізуються на цій сфері послуг.

## Напрями культурного туризму
- Знайомство з різними історичними, архітектурними або культурними епохами шляхом відвідування архітектурних пам'ятників, музеїв, історичних маршрутів;
- Відвідування культурних заходів: відвідування фестивалів (музичних, театральних, кіно), релігійних свят, бою биків, виставок тощо;
- Відвідування лекцій, семінарів, курсів;
- Участь у фольклорних фестивалях.